# 548 (numero)
Cinquecentoquarantotto (548) è il numero naturale dopo il 547 e prima del 549.

## Proprietà matematiche
- È un numero pari.
- È un numero composto con sei divisori: 1, 2, 4, 137, 274, 548. Poiché la somma dei suoi divisori (escluso il numero stesso) è 418 < 548, è un numero difettivo.
- È un numero nontotiente (per cui la equazione φ(x) = n non ha soluzione
- È parte delle terne pitagoriche (352, 420, 548), (411, 548, 685), (548, 18765, 18773), (548, 37536, 37540), (548, 75075, 75077).
- È un numero congruente.

## Astronomia
- 548 Kressida è un asteroide della fascia principale del sistema solare.
- NGC 548 è una galassia ellittica della costellazione della Balena.

## Astronautica
- Cosmos 548 è un satellite artificiale russo.